# Rohangiz Yachmi
Rohangiz Yachmi (geboren am 13. September 1940 in Teheran) ist eine Opernsängerin der Stimmlage Mezzosopran, die 27 Jahre lang dem Ensemble der Wiener Staatsoper angehörte.

## Leben und Werk
Rohangiz Yachmi ist in Frankfurt am Main aufgewachsen. Sie nahm Gesangunterricht bei Gertrude Pitzinger und Bruno Vondenhoff, setzte ihre Studien in Triest fort und schloss sie dort ab. Sie debütierte 1961 in Dortmund und zählte von 1963 bis 1966 zum Ensemble des Hessischen Staatstheaters in Wiesbaden. Danach war sie 27 Jahre lang Ensemblemitglied der Wiener Staatsoper. Sie trat auch mehrfach an der Volksoper Wien und bei den Salzburger Festspielen auf, gastierte an deutschen Bühnen, in der Schweiz, in Italien und in Moskau – darunter die Bayerische Staatsoper, die Mailänder Scala und das Bolschoi-Theater.
An der Staatsoper sang sie 51-mal die Zweite Dame in der Zauberflöte, 50-mal den Pagen der Herodias in Salome, 41-mal die Lola in Cavalleria rusticana, 29-mal die Waltraute in der Walküre, 34-mal den Fjodor in Boris Godunow, 32-mal eine der Mägde in Elektra, 29-mal die Bersi in Andrea Chénier und 25-mal die Suzuki in Madame Butterfly. Sie sang an der Staatsoper aber auch mehrere Hauptrollen, beispielsweise 4-mal die Magdalena in den Meistersingern von Nürnberg, 7-mal den Octavian im Rosenkavalier oder 8-mal den Komponisten in Ariadne auf Naxos, 18-mal die Preziosilla in der Macht des Schicksals, 29-mal den Nicklausee in Hoffmanns Erzählungen, 35-mal die Rosina im Barbier von Sevilla und 66-mal den Cherubino in der Hochzeit Figaros.
Sie gilt auch als exzellente Liedinterpretin.

## Tondokumente
Sie wurde für zahlreiche CD- und DVD-Aufnahmen von Opern- und Operetten-Gesamteinspielungen engagiert, beispielsweise 1993 als  Prinz Orlofsky in der Fledermaus.